# Alice Neel
Alice Neel (Merion Square (Pennsylvania), 28 januari 1900 – New York, 13 oktober 1984) was een Amerikaanse kunstenares die zich voornamelijk toelegde op portretschilderen.
Alice Neel werd geboren in Philadelphia in 1900 en volgde haar opleiding aan de Philadelphia School of Design for Women. Neel werkte eerst in New York, waar ze zowel de gegoeden van de Upper West Side als bewoners van de straat in East Harlem, waar zij zelf woonde, schilderde. Later vestigde ze zich in Spring Lake (Vermont), waar zij een atelier had en waar zij ook is begraven. 
Neels interesse voor sociaal realisme en de ‘onpopulaire’ kunst van het portretschilderen maakte dat haar werk los stond van de artistieke ontwikkelingen van de avant-garde. Ze schilderde ook landschappen en stillevens, maar is toch vooral bekend voor haar portretten. Ze schilderde vaak familieportretten. Het moederschap en het vrouw-zijn waren geliefde onderwerpen. Opvallend en gedurfd, en lange tijd omstreden, waren haar naakten van zwangere vrouwen, die niet "mooier" werden afgebeeld, dan hoe zij er in werkelijkheid uitzagen. Terwijl haar meest productieve jaren hoofdzakelijk gekenmerkt werden door een gebrek aan commercieel en kritisch succes, bevestigde een overzichtstentoonstelling georganiseerd door het Whitney Museum of American Art in 1974 de grote, zij het late, erkenning die haar te beurt viel. Na haar dood in 1984 groeide de kritische belangstelling voor Neels werk, dat tot een reeks vooraanstaande tentoonstellingen in de Verenigde Staten en Europa zou leiden.